# Штирия (земля)
Шти́рия (нем. Steiermark, бав. Steiamoak, словен. Štajerska) — федеральная земля на юго-востоке Австрии. Столица и крупнейший город — Грац.
Штирия — вторая по площади и четвёртая по численности населения федеральная земля Австрии. Она граничит с провинциями Каринтия, Зальцбург, Верхняя Австрия, Нижняя Австрия и Бургенланд, а также на юге с республикой Словения. Жители называют себя штирийцами. Столица земли — Грац, второй по численности населения австрийский город.
Площадь федеральной земли Штирия — 16 391,93 км², население — 1 243 052 человек (2019), что составляет 14,7 % населения Австрии, из этого числа жителей федеральной земли 19,1 % приходится на Грац. Религия преобладающего большинства населения (81,3 %) католицизм.

## География
Площадь территории 16 392 км² (2-е место среди земель Австрии). На севере Штирия граничит с землями Верхняя и Нижняя Австрия, на востоке — с землёй Бургенланд, на юге — со Словенией и Каринтией, на западе — с Зальцбургом. Регион, называемый Нижняя Штирия, до 1918 г. входивший в состав Штирийской коронной земли, в настоящее время находится на территории Словении.

### Рельеф
Практически вся площадь Штирии изрезана горными хребтами. В северной части Штирии, к северу от реки Энс, расположены горные массивы восточных Альп Дахштейн (2996 м), Каммергебирге (2141 м), Гримминг (2351 м), Тотенгебирге (Гохкастен, 2378 м), Пирга (2244 м) и Большой Бухштейн (2224 м). К востоку от Энса тянутся северные отроги Известковых Альп: горные гряды Северо-Штирийских Альп (с массивами Рейхенштейнских гор (2372 м), Гохшваба (2278 м) и Высокого Фейча (1982 м)) и Нижне-Австрийских Альп (Снежные Альпы (1904 м), Ракс-Альпы (2000 м)). К югу от долины Энса поднимаются принадлежащие к центральной зоне Восточных Альп Таврские горы (Гохголлинг (2863 м), Предигтштуль (2545 м), Большой Бёзенштейн (2449 м) и Заукогель (2418 м)). Местность между реками Мурой и Дравой занимают Каринтийско-Штирийские Альпы (Эйзенгут(2441 м), Цирбикогель (2397 м), Амерингкогель (2184 м)). К востоку от реки Муры поднимаются Штирийские Нижние Альпы (Гохханч (1738 м), Вексель (1738 м) и Штулек (1783 м)), которые плавно спускаются на восток к долине Рабы.
Наиболее значительными равнинами и долинами Штирии являются долина реки Мура, где находятся крупнейшие города региона — Грац, Леобен и Либниц, а также долина Энса. В Штирии расположено множество пещер. Самой знаменитой считается Миксниксер-Когеллукенская пещера на левом берегу Муры на высоте 500 м.

### Реки и озёра
В гидрографическом отношении вся Штирия принадлежит к бассейну реки Дунай, в который несут свои воды все главнейшие реки страны. Крупнейшая река Штирии — Мур, приток реки Драва. На западе страны в северном направлении протекает Энс, а на востоке — Раба. В Штирии довольно много целебных источников.

### Климат
Климат Штирии при сравнительно незначительном пространстве представляет большое разнообразие. Горные возвышенности обладают более суровым, холодным климатом, а плодородные долины — более умеренным, мягким и даже тёплым. В целом, климатические условия в Штирии, весьма благоприятны для ведения сельского хозяйства.

## История

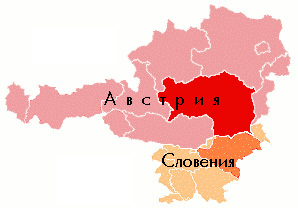
Историческая область Штирия на картах современных Австрии и Словении (выделена тёмным)

О истории Штирии до 1918 г. см. Герцогство Штирия.

## Общая карта
Легенда карты:
|  | Более 200 000 чел.       |
|  | от 20 000 до 30 000 чел. |
|  | от 10 000 до 20 000 чел. |
|  | от 5000 до 10 000 чел.   |
|  | от 3000 до 5000 чел.     |

## Административное деление

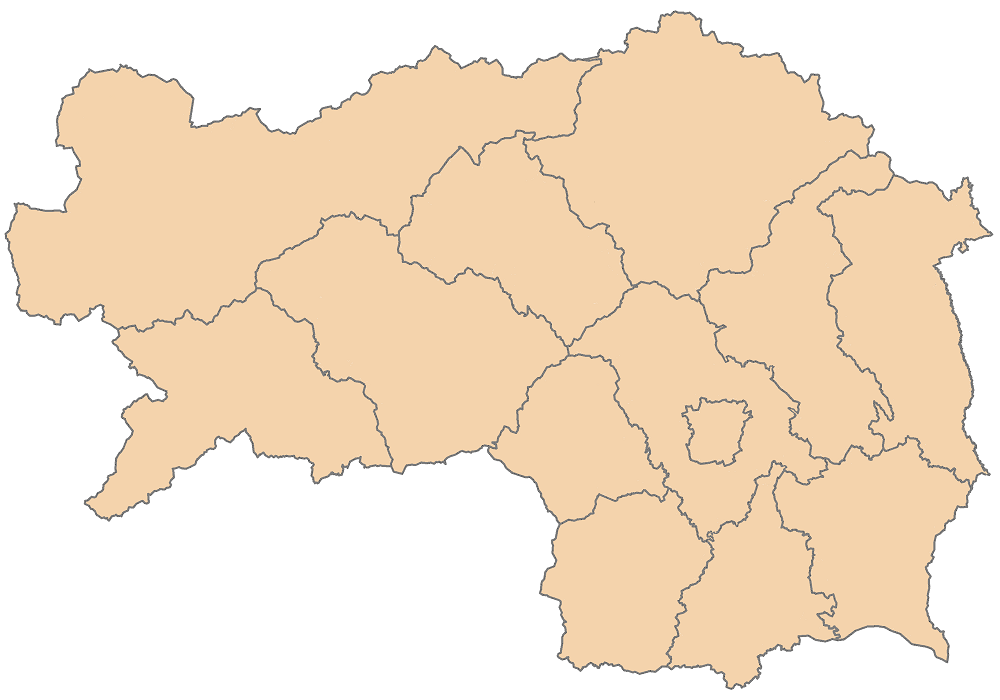
Административная карта земли Штирия (после административной реформы 2012—2015 гг.)

Территория земли Штирия состоит из одного штатутарштадта (Грац) и 12 округов:

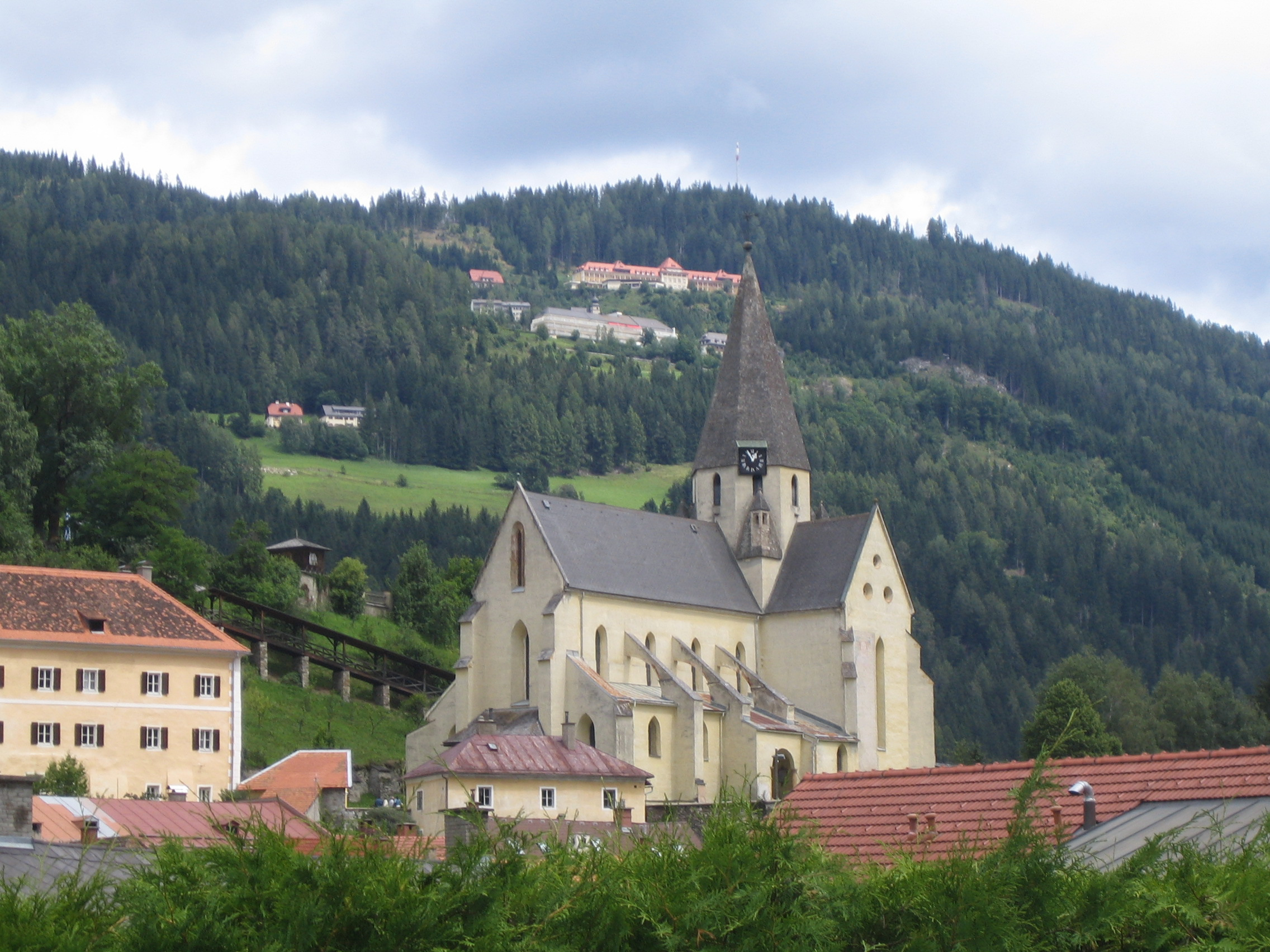
Окрестности города Мурау

| Название              | Автомобильный код | Площадь, км² | Население, чел. (2019) | Административный центр |
| --------------------- | ----------------- | ------------ | ---------------------- | ---------------------- |
| Брукк-Мюрццушлаг      | BM, (MZ)          | 2156,83      | 98 984                 | Брукк-ан-дер-Мур       |
| Вайц                  | WZ                | 1097,97      | 90 343                 | Вайц                   |
| Дойчландсберг         | DL                | 863,47       | 60 821                 | Дойчландсберг          |
| Грац                  | G                 | 127,57       | 288 806                | Грац                   |
| Грац-Умгебунг         | GU                | 1084,60      | 154 260                | Грац                   |
| Лайбниц               | LB                | 751,18       | 84 155                 | Лайбниц                |
| Леобен                | LE, LN            | 1053,42      | 60 060                 | Леобен                 |
| Лицен                 | LI, GB, (BA)      | 3318,66      | 79 907                 | Лицен                  |
| Мурау                 | MU                | 1385,24      | 27 659                 | Мурау                  |
| Мурталь               | MT, (JU, KF)      | 1675,76      | 72 004                 | Юденбург               |
| Зюдостштаермарк       | SO, (FB, RA)      | 985,22       | 84 276                 | Фельдбах               |
| Фойтсберг             | VO                | 678,19       | 51 161                 | Фойтсберг              |
| Хартберг-Фюрстенфельд | HF, (HB, FF)      | 1224,28      | 90 622                 | Хартберг               |

## Герб
Герб Штирии, современная версия которого была утверждена в 1950 г., представляет собой серебряную пантеру с красными рогами и когтями в зелёном поле, изрыгающую огонь из своей пасти. Геральдический щит увенчивает так называемая «Штирийская шапка» — корона средневековых герцогов Штирии.
Фигура пантеры впервые появилась в 1163 г. на печати штирийского маркграфа Отакара III. В то время это была чёрная пантера на белом поле щита, что повторяло герб герцогов Каринтии (Карантании) из рода Эппенштейнов, чьими потомками были штирийские маркграфы. Изображения пантеры, вероятно символизирующей Иисуса Христа, восставшего против зла и распространяющего своё слово миру, получили распространение ещё в древнеримской провинции Норик, а затем, вероятно, были восприняты князьями Карантании. Когда в 1192 г. Штирия была объединена с Австрией, австрийские правители из династии Бабенбергов использовали штирийскую пантеру наравне с гербом Австрийского герцогства. Однако поскольку то же изображение использовалось герцогами Каринтии, император Священной Римской империи в 1246 г. запретил Бабенбергам пользоваться этой эмблемой, отдав предпочтение более древнему герцогству Каринтии. В результате герб Штирии был изменён: на смену чёрной пантере на белом поле пришла серебряная на зелёном. Этот символ сохранился в качестве штирийской эмблемы до настоящего времени.
«Штирийская шапка», увенчивающая современный герб Штирии, восходит своими корнями в раннее средневековье. Первое изображение этой короны относится к 1031 г.: на фреске в соборе Аквилеи в ней изображён Адальберо Эппенштейн, маркграф Штирии и герцог Каринтии. Позднее штирийская корона упомянута в качестве герцогских символов Рудольфа IV, а затем она перешла во владение герцогов Внутренней Австрии и хранилась в Граце, столице Штирии, где она находится до настоящего времени.

## Достопримечательности

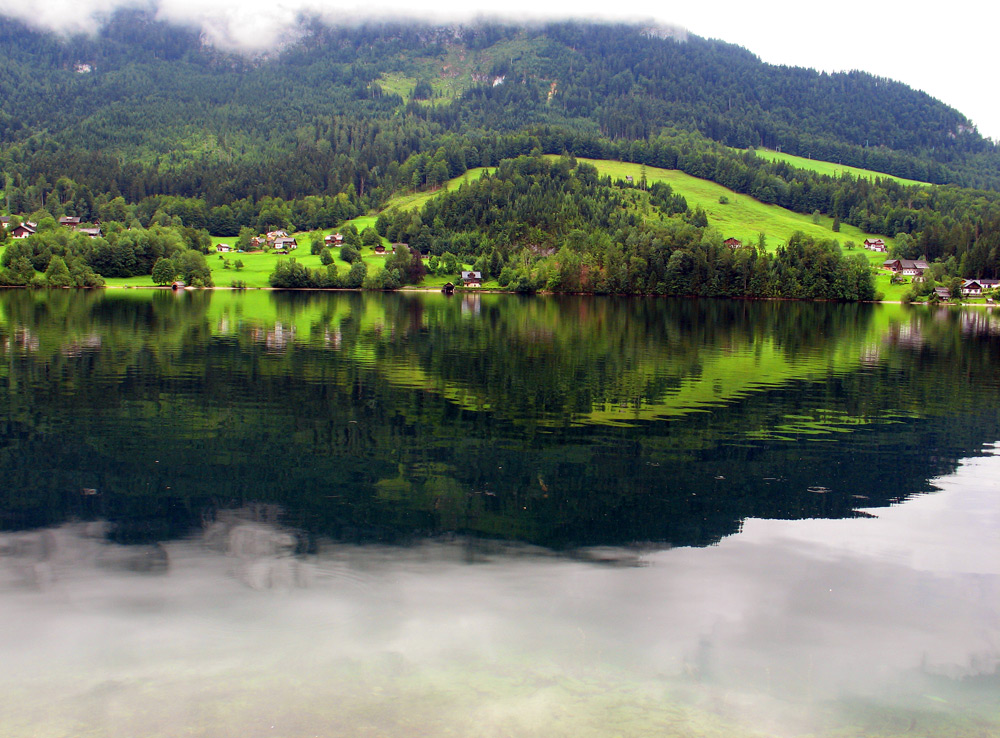
Озеро в Штирии

Древние замки и монастыри разбросаны по всей территории области. Наиболее привлекательны самая большая в стране барочная крепость Ригерсбург с готической часовней, настоящим рыцарским залом и коллекцией средневекового оружия, ренессансный замок Херберштайн (XIII—XVII вв.) с оружейной палатой и залом фамильных портретов, каменный замок Галленштайн, впечатляющий дворцово-замковый комплекс Траутенфельс, паломническая церковь Мариацелль (1157 г.) с сокровищницей, капеллой с серебряным алтарём (1727 г.) и чудотворной статуей XIII века, бывшее аббатство ордена цистерцианцев в Нойберг-ан-дер-Мюрц (1350—1612 гг.), монастырь августинцев в Форау (1163 г.), самый старый австрийский монастырь ордена цистерцианцев в Рейне (1129 г.) или уникальный монастырь бенедиктинцев в Гёсс (1000 г.).

### Спортивные объекты
В окрестностях деревни Шпильберг расположена гоночная трасса международного уровня Ред Булл Ринг. На ней с 1970 года (с перерывами) проводятся соревнования Формулы-1, Гран-при Австрии. В 2020 году также был проведён Гран-при Штирии. Помимо этого трасса принимает другие гоночные серии: Формула-2, Формула-3, DTM.